# Centistes janzeni
Centistes janzeni  (лат.) — вид паразитических наездников из семейства Braconidae. Центральная Америка: Коста-Рика.

## Описание
Длина самок от 2,7 до 3,0 мм. Основная окраска тела коричневая; клипеус, скапус и ноги жёлтые. Усики самок тонкие, нитевидные, состоят из 25—26 члеников. Длина переднего крыла самок от 2,6 до 3,1 мм. Первый брюшной тергит стебельчатый (петиоль короткий). Нижнегубные щупики состоят из 3 сегментов. Предположительно, как и другие виды рода паразитируют на жуках. Вид был впервые описан в 2017 году американскими энтомологами Helmuth Aguirre, Scott Richard Shaw (University of Wyoming, Department of Ecosystem Science and Management, Laramie, Вайоминг, США) и Luis Felipe Ventura De Almeida (Universidade Federal de São Carlos, Departamento de Ecologia e Biologia Evolutiva, São Carlos, Бразилия). Вид был назван в честь эколога  Даниеля Янзена (Dr Daniel Janzen), исследователя природы Коста-Рики и одного из коллекторов типовой серии нового вида.